# Carlinda
Carlinda este un oraș în Mato Grosso (MT), Brazilia.